# Мало Село (Гламоч)
Мало Село је насељено мјесто у Босни и Херцеговини, у општини Гламоч, које административно припада Федерацији Босне и Херцеговине. Према попису становништва из 2013. у насељу је живио 21 становника.

## Становништво
| Националност       | 1991. | 1981. | 1971. | 1961. |
| Срби               | 41    | 48    | 82    | 95    |
| Муслимани          | 16    | 19    |       | 14    |
| Југословени        |       |       |       | 2     |
| остали и непознато |       | 1     |       |       |
| Укупно             | 57    | 68    | 82    | 111   |

| Демографија | Демографија | Демографија |
| Година      | Становника  | Становника  |
| ----------- | ----------- | ----------- |
| 1961.       | 111         |             |
| 1971.       | 82          |             |
| 1981.       | 68          |             |
| 1991.       | 57          |             |
| 2013.       | 21          |             |